# Коксу (Абайський район)
Коксу́н (каз. Көксу) — село у складі Абайського району Карагандинської області Казахстану. Адміністративний центр Коксуського сільського округу.
Населення — 704 особи (2021; 632 у 2009, 639 у 1999, 722 у 1989).
Національний склад станом на 1989 рік:
- росіяни — 60 %.